# José Luis Cruz
José Luis Cruz Figueroa (San Juancito, 12 giugno 1949 – San Pedro Sula, 27 gennaio 2021) è stato un calciatore honduregno, di ruolo difensore.